# 2000 OP67
2000 OP67, também escrito como 2000 OP67, é um objeto transnetuniano que está localizado no cinturão de Kuiper, uma região do Sistema Solar. Este corpo celeste está em uma ressonância orbital de 4:7 com o planeta Netuno. Ele possui uma magnitude absoluta de 7,6 e, tem um diâmetro estimado com cerca de 133 quilômetros.

## Descoberta
2000 OP67 foi descoberto no dia 29 de julho de 2000 pelos astrônomos Marc W. Buie e S. D. Kern.

## Órbita
A órbita de 2000 OP67 tem uma excentricidade de 0.187 e possui um semieixo maior de 43.589 UA. O seu periélio leva o mesmo a uma distância de 35.424 UA em relação ao Sol e seu afélio a 51.755.